# Kevin Wolter
Kevin Wolter (ur. 25 listopada 1987) – niemiecki kulturysta, były komandos.

## Życiorys
Urodził się w 1987 roku. Jest miastem rodzinnym jest Berlin. Ma siostrę, Natalie. Były komandos, żołnierz elitarnej formacji wojskowej. W wojsku służył siedem lat. Walczył podczas wojen w Afganistanie, Iraku, Pakistanie i Kongo. Uprawia kick-boxing oraz boks tajski.
Treningi siłowe, a dokładnie podnoszenie ciężarów, rozpoczął jako trzynastolatek. Trenował w siłowni należącej do ojca. Od 2010 roku uczestniczy w zmaganiach kulturystycznych. W 2010 uzyskał tytuł mistrza Niemiec Wschodnich w kulturystyce, w kategorii juniorów. Trzy lata później został mistrzem Niemiec Północnych. W 2016 podczas zawodów Loaded Cup wywalczył brązowy medal w kategorii wagowej sięgającej stu kilogramów (100kg-).
Wolter znany jest z masywności ciała oraz olbrzymich proporcji muskulatury. W sezonie zmagań sportowych jego waga wynosi około sto kilogramów; poza sezonem przekracza sto dwadzieścia kg. Ma około 183 cm wzrostu.
Mieszka w rodzimym Berlinie. Pracuje jako trener personalny oraz dietetyk.

## Wybrane osiągnięcia
- 2010: Mistrzostwa Niemiec Wschodnich w kulturystyce, federacja NAC, kategoria juniorów − I m-ce[3][7]
- 2010: Mistrzostwa Niemiec Wschodnich w kulturystyce, federacja NAC, kategoria debiutantów − III m-ce[7]
- 2012: Międzynarodowe Mistrzostwa Niemiec w kulturystyce, kategoria mężczyzn #5 (Männer V) − VII m-ce[4]
- 2013: Mistrzostwa Niemiec Północnych w kulturystyce, federacja NAC, kategoria mężczyzn #4 (Männer IV) − I m-ce[4]
- 2014: Zawody FIBO Power − udział[8]
- 2015: Zawody FIBO Power − udział[9]
- 2016: Zawody Loaded Cup, kategoria wagowa sięgająca 100 kg − III m-ce[5]
- 2016: Zawody Loaded Cup, kategoria wagowa powyżej 100 kg − VIII m-ce[10]
- 2016: Międzynarodowe Mistrzostwa Niemiec w kulturystyce, kategoria mężczyzn #5 (Männer V) − VI m-ce[11]